# Ottleya strigosa
Ottleya strigosa là một loài thực vật có hoa trong họ Đậu. Loài này được (Nutt.) D.D.Sokoloff mô tả khoa học đầu tiên.